# خولیو مولر
خولیو مولر (انگلیسی: Julio Mueller; ۲۸ فوریهٔ ۱۹۰۵ – ۲۸ مارس ۱۹۸۴) چوگان‌باز اهل مکزیک بود.